# Stary Groń (Beskid Mały)
Stary Groń (550 m) – szczyt w Beskidzie Małym, nad Jeziorem Żywieckim. Znajduje się w zakończeniu południowo-zachodniego grzbietu Wielkiej Cisowej Grapy, oddzielającego dolinę Kocierzanki od doliny Isepnicy. W grzbiecie tym powyżej Starego Gronia znajduje się jeszcze wierzchołek 625 m. Zachodnie i południowe stoki Starego Gronia opadają do Jeziora Żywieckiego, wschodnie do dolinki niewielkiego potoku uchodzącego do Jeziora Żywieckiego. Na południowo-zachodnim, opadającym do Jeziora Żywieckiego grzbiecie Starego Gronia jest wyrobisko dawnego kamieniołomu Oczków. Na jego skałach uprawiana jest wspinaczka skalna.
Przez Stary Groń biegnie granica między Żywcem i Tresną (obydwie miejscowości w powiecie żywieckim, województwie śląskim), oraz szlak turystyki pieszej. Dawniej na jego grzbiecie i pod Kościelcem było wiele polan, a na nich znajdowały się budynki pasterskie używane podczas sianokosów. Podczas II wojny światowej Niemcy spalili je, gdyż były wykorzystywane przez partyzantów. Z polan ostały się jeszcze polany Ogród i Żłoby (obydwie przy szlaku turystycznym).
Szlaki turystyczne
 Międzybrodzie Żywieckie – Rozstaje pod Kościelcem – Stary Groń – Wilczy Jar.